# Dickenreishausen
Dickenreishausen ist ein südlicher Ortsteil der Stadt Memmingen in Oberschwaben.

## Lage
Dickenreishausen liegt südwestlich der Kernstadt von Memmingen an der Westseite des Buxachtals.

## Ortsname
Der Ort wurde erstmals 1126 als Hausen erwähnt. Er wurde aber bereits im Mittelalter im Gegensatz zu Orten gleichen Namens Dickerlishausen genannt, vermutlich nach dem Weiler Dickenreis, der vor dem Ort liegt.

## Geschichte
Eine römische Siedlungsstelle mit einem Ziegelbrennofen wurde im Jahr 1990 durch Windbruch freigelegt.
Urkundlich wurde die Ortschaft Hausen erstmals 1126 erwähnt, als Emma von Wildberg dem neu gegründeten Prämonstratenserkloster Rot an der Rot einige Höfe vermachte. Die Kirche wurde erstmals 1168 erwähnt bei der Schenkung einer Reliquie vom Ottobeurer Abt Isengrim. Im Jahre 1334 verkauften die Herren von Altmannshofen Höfe an Memminger Patrizier. Um 1401 verkaufte das Kloster Rot seine Höfe. Die Ritter von Eisenburg veräußerten ihr Patronatsrecht an den Kaufmann Kunzelmann von Memmingen. Von 1472 an gelangte der ganze Ort an die städtische Unterhospitalstiftung. Die Bauern des Dorfes nahmen im Jahr 1525 nicht am Bauernkrieg teil, nachdem sie mit dem Rat der Stadt „verständig und freundlich“ geredet hatten. Durch die Zugehörigkeit zu Memmingen wurde das Dorf in der Reformationszeit 1532 evangelisch. Am Pfingstdienstag 1562 wütete ein großer Brand in der Ortschaft, dem neun Häuser, zwei Stadel und fünf Speicher zum Opfer fielen. Im Dreißigjährigen Krieg wütete die Pest in Dickenreishausen. Im Jahre 1628 starben 59 Einwohner innerhalb kürzester Zeit. Die heutige Kirche stammt aus dem Jahr 1752. Das Schiff der Kirche wurde vergrößert und teilweise neu gebaut. Vermutlich war die alte Kirche baufällig geworden. Auf den Wetterfahnen und in einem Teil der Stuckdecke erscheinen das Memminger Wappen und das Wappen des Unterhospitals. Eine Inschrift am Chorbogen lautet „ReaMLIfICata Deo SaCrata“. Die Kirche hat sich seitdem wenig verändert. 1898 und 1952 fanden größere Renovierungen statt. 1949 erhielt die Gemeinde neue Glocken, da die alten im Zweiten Weltkrieg abgegeben werden mussten. 1791/1792 wurde Dickenreishausen vereinödet, das heißt, Bauern wurden in vereinsamte Landstriche ausgesiedelt, um dort Landwirtschaft zu betreiben. Durch den Reichsdeputationshauptschluss entstand 1803 die Gemeinde Dickenreishausen. Im Jahr 1905 erhielt Dickenreishausen mit dem „Legauer Bähnle“ einen Bahnanschluss, der 1975 wieder abgebaut wurde. Am 1. Juli 1976 wurde die Gemeinde im Zuge der Gebietsreform in die Stadt Memmingen eingemeindet.

## Sehenswürdigkeiten
Sehenswert ist die 1752 erbaute Kirche St. Agatha im Stil des Barock.